# 極技
極め技（きめわざ）は、武術で首などの関節を極める技もしくは柔道、プロレス、総合格闘技などで相手の体を自分の体で固定し続けることによって相手にダメージを与える技の総称である。サブミッション・ホールドとも呼ばれている。

## 武術
支えを挫くことから極支などと云われることもあり、極め技、当身、武器術を総合した武剣術と呼ばれる物がある。
なお、投げ技の一部が入る。これに対して蹴り技、パンチなどは当てることから当身（当て身）と言う。また、拍打術ともいう。相手を倒す（転ばせる）ために手首や肘への関節技を多用する。

## 柔道、プロレス、総合格闘技
プロレス、柔道、総合格闘技などにおける極め技は、自分を体を使って相手の体を捕まえて固定して、その状態を維持することにより相手にダメージを与え、タップアウトを狙う技全般のことである。関節技、絞め技、締め技、ストレッチ技に細分される。ストレッチ技や締め技は、あまり使われないものであるため、それらをまとめた単語である極技もあまり使われず、知らない者も多い。
関節技は相手の関節を固定し、動きを封じ、さらに可動域を越える方向に力を加えることで、関節にダメージを与えるものである。そのさいてこの原理をつかい、効率的に関節に力を加えることが多い。相手がタップアウトしない場合やそれを無視して力を加え続けた場合は、靭帯損傷や捻挫、骨折に至る。特に肘関節や足関節(足首関節のこと)は、怪我しやすい。プロレスにおいては、後述のストレッチ技や絞め技的な使用法も見られる。代表的な技には、腕ひしぎ逆十字固めやアンクル・ホールドなどがある。
ストレッチ技は、相手の体の一部を捕まえて、反らせたり、引き伸ばしたり、あるいは捻ったりすることによってダメージを与える技であり、一般的関節技が一関節部分を極めるのに対してストレッチ技は肉体の広域にわたる部分にダメージを与える点で、特に関節技から区別され、主にプロレスで痛め技として使用される。代表的な技にはコブラツイストやキャメルクラッチなどがある。サンボの海老固めもこれに含まれる。
締め技は、相手の体を固定して主に筋力もしくは、てこの原理を利用して締め上げて、その圧迫によりダメージを与える技である。ストレッチ技同様にプロレスにおいて、痛め技として使用されるのが代表的。代表的な技には、ヘッドロックやベアハッグなどがある。筋肉潰しと呼ばれるキーロックや膝固めも含まれる。
絞め技は、相手の首を固定して総頚動脈あるいは気管を絞めて圧迫する技である。頚動脈を絞めることにより失神を狙い、気管を絞めることにより窒息を狙う。プロレスにおいて、気管を絞める行為はチョーク攻撃として反則となる。代表的な技には、スリーパー・ホールドやフロント・チョークなどがある。
タップアウトをしなくても選手の身に危険が及びかねない時には、レフェリーやセコンドが試合を停止させることもある。これを「見込み一本」、「テクニカルサブミッション」または「レフェリーストップ」と呼ぶ。柔道では肘への関節技と首への絞技が認められているが、柔道国際ルールにおいては見込み一本はとらず選手が落ちるか骨折または脱臼すると一本となる。柔道講道館ルールでも男子は1951年から、女子は1995年から原則、見込み一本はとらなくなった。一方、日本の総合格闘技ではプロでも落ちる、脱臼、骨折以外でも度々見込み一本がとられている。
この他に、複数の極め技の要素を織り交ぜた複合極技（ジャベ）がある。これにはチキンウィングフェイスロックやSTFなどが挙げられる。
一般にサブミッションといえば関節技をイメージする場合が多いが、正しくは前述の技の総称である。
なお、よく似た言葉に固め技がある。固め技はプロレスにおいてはピンフォールを狙うための技、柔道においては抑込技も含まれるため、その点で極め技と異なる。

## 相撲
相撲における極技は相手の両腕もしくは片腕を自らの腕で抱え込んで相手の動きを封じ、抵抗できないようにする技の総称である。閂が代表的な技。なお、首に極めるものもある。
極技をかけたまま押し倒したら極め倒し、押し出した場合は極め出しと呼ばれる。